# Reynier Henríquez
Reynier Henríquez (3 gennaio 1987) è uno schermidore cubano.

## Palmarès
In carriera ha conseguito i seguenti risultati:
- Giochi Panamericani:

Guadalajara 2011: bronzo nella spada individuale.